# Der junge Törless
Der junge Törless é um filme de drama alemão de 1966 dirigido e escrito por Volker Schlöndorff. Foi selecionado como representante da Alemanha Ocidental à edição do Oscar 1967, organizada pela Academia de Artes e Ciências Cinematográficas.

## Elenco
- Mathieu Carrière - Thomas Törless
- Marian Seidowsky - Anselm von Basini
- Bernd Tischer - Beineberg
- Fred Dietz - Reiting
- Lotte Ledl - Gastwirtin / Innkeeper
- Jean Launay - Mathematiklehrer / Maths Teacher
- Barbara Steele - Bozena